# The Devil Wears Prada (película)
The Devil Wears Prada (en España, El diablo viste de Prada y en Hispanoamérica, El diablo viste a la moda) es una película estadounidense del género comedia dramática dirigida por David Frankel, estrenada el 22 de junio de 2006. Está basada en la novela homónima de la periodista Lauren Weisberger, quien a su vez se inspiró en vivencias propias. Tanto el libro como la película son una sátira del mundo de la moda, por lo que siguen la línea de la película Prêt-à-porter dirigida por Robert Altman. La película fue filmada entre octubre y diciembre de 2005 en Nueva York y París.
La interpretación de Meryl Streep recibió excelentes críticas, y más tarde, obtuvo nominaciones, incluyendo uno para los premios Oscar 2006, así como para el Globo de Oro como Mejor Actriz en Comedia o Musical. Emily Blunt también llamó la atención favorable y nominaciones, al igual que muchos de los involucrados en la producción de la película. Si bien la reacción crítica a la película en su conjunto fue más mesurada, fue bien recibida por el público, convirtiéndose en un éxito de taquilla veraniego tras su estreno para el 30 de junio de 2006 en Norteamérica. El éxito comercial y el elogio crítico por la interpretación de Meryl Streep continuó en el mercado extranjero, con la película liderando la taquilla internacional en todo octubre. Esta es una de las películas con alto presupuesto en la carrera de Streep (la segunda siendo Mamma Mia!) y la primera en la carrera de Anne Hathaway.
Aunque la película está ambientada en el mundo de la moda, muchos diseñadores y personajes notables evitaron aparecer como ellos mismos por temor a disgustar a la editora de Vogue, Anna Wintour. Según las propias palabras de la productora de la película, Wendy Finerman, ‘‘tuvimos algunos problemas con gente que no estaba dispuesta a cooperar tanto como esperábamos’’ porque algunos estaban ‘‘asustados por lo que estábamos haciendo y los comentarios que hacíamos sobre la moda’’. A pesar de eso, quien sí hizo una aparición estelar en la película fue el diseñador italiano  Valentino Garavani, gracias a la propia Finerman, junto a conocidas supermodelos de la talla de  Heidi Klum o  Gisele Bündchen. 
La razón por la que muchos notables de la moda evitaron involucrarse fue porque Wintour está ampliamente considerada como la inspiración que da vida al personaje de Miranda Priestly, la terrible editora jefe de Runway.  Y es que la autora del libro, Lauren Weisberger, pasó 11 meses como asistente de Wintour en Nueva York. Según las propias palabras de Weisberger, trabajando para Vogue aprendió ‘’el lenguaje de los tacones de aguja y de Starbucks’’, según parece, dos grandes aficiones de Wintour.  De hecho, en el documental The September Issue (R. J. Cutler, 2009), podemos escuchar a la editora de Vogue diciendo cosas como: ‘’Este tipo de letra es enorme y pretencioso, parece que sea para ciegos’’ o ‘’todo esto es horrible’’ y ‘’parece embarazada’’, mientras revisa las fotografías para el número de septiembre de 2007, frases que sin duda podrían atribuirse al personaje de Miranda Priestly. Esta creencia de que Priestly es un reflejo de Wintour se afianza si tenemos en cuenta que su despacho en la película es curiosamente muy similar al de la propia Wintour en Vogue. 
A pesar de todo, Wintour superó su inicial escepticismo, diciendo que le gustó la película y el papel de Meryl Streep en particular. Además, demostró que definitivamente tiene sentido del humor apareciendo en el estreno de la película vestida de Prada.
Muchos diseñadores permitieron utilizar su ropa y accesorios para la película, convirtiéndola en la película con vestuario más caro en la historia, utilizando unas cien marcas diferentes. Se estima que costó alrededor de un millón de dólares, aun cuando el presupuesto inicial era de solo cien mil dólares.
En mayo del 2025, se confirmó que la secuela de la película está en producción con ahora bajo el sello de 20th Century Studios, esto después de la adquisición de Fox a Disney, la secuela está prevista a estrenarse el 1 de mayo del 2026, con Meryl Streep, Anne Hathaway, Emily Blunt y Stanley Tucci repitiendo sus papeles de la primera parte.

## Argumento
Andrea Andy Sachs es una aspirante a periodista recién graduada de la Universidad Northwestern. Obtiene un trabajo «por el cual un millón de chicas matarían»: el de asistente personal junior de la fría redactora jefe Miranda Priestly, quien controla el mundo de la moda desde su revista Runway. Miranda es una mujer que proyecta una imagen de gerente incondescendiente, y con una característica especial, «hace-bien-su-trabajo» y ella espera que sus asistentes no solo la complazcan con sus múltiples caprichos, sino que lleguen a adelantarse a los hechos, siendo hiperproactivas para poder calificarlas como eficientes.
Andy acepta las humillantes y excéntricas peticiones de su jefa porque se dice que si dura un año en aquel puesto, podrá obtener el trabajo que quiera como periodista en cualquier parte, ya que Runway es un poderoso referente.
Al principio, Andy no encaja bien en el ambiente de la moda, rodeado de chismes y superficialidades. Su falta de estilo, sus nulos conocimientos de moda (y de la misma revista) y su ligera torpeza al trabajar, la hacen el blanco de burlas en la oficina.
Su colega, la primera asistente de Miranda, Emily Charlton, inicialmente es agresiva, pero termina siendo condescendiente con Andy. Gradualmente, y con la ayuda del director de arte, Nigel, quien la viste a la moda, Andrea se ajusta a su empleo, el que le trae muchos beneficios: ropa de diseñadores importantes y accesorios gratis. Andrea comienza a vestir con más estilo y a hacer su trabajo competentemente. Satisface, entre otras cosas, la aparentemente imposible petición de Miranda de conseguir para sus hijas dos copias del manuscrito del todavía no publicado nuevo libro de Harry Potter.
Andy también llega a conocer al joven y atractivo escritor Christian Thompson, que le consigue el manuscrito de Harry Potter y quien podría ayudarla en su carrera. Al mismo tiempo, la relación con sus amigos y con su novio Nate se ve afectada debido a las constantes llamadas telefónicas a todas horas y las exigencias caprichosas de Miranda. Al momento de ganarse la aparente estima de Miranda por el hecho de satisfacer el asunto de los manuscritos, Andy se transforma en una seudoesclava de esta.
Mientras Andrea dejaba la maqueta de la revista en casa de Miranda, esta le avisa de que Emily ya no está contemplada para que la acompañe a la Semana de la Moda de París. Al día siguiente, Emily es atropellada por un taxi y termina internada en un hospital, con una pierna rota. Posteriormente, Andy discute con su novio y deciden hacer una pausa en su relación, aprovechando el venidero viaje a Francia.
Una vez en París, Andy se encuentra con Christian Thompson y, luego de una romántica cena, se besan y pasan la noche juntos. A la mañana siguiente, Andy se despierta y se da cuenta de que llega tarde a una gala. Al coger el bolso para marcharse, se le cae una maqueta de una portada de Runway. Christian entonces le confiesa que Miranda será reemplazada por Jacqueline Follet, la redactora jefe de la Runway francesa. Andy hace todo lo posible para alertar a Miranda sobre esto, pero no lo consigue.

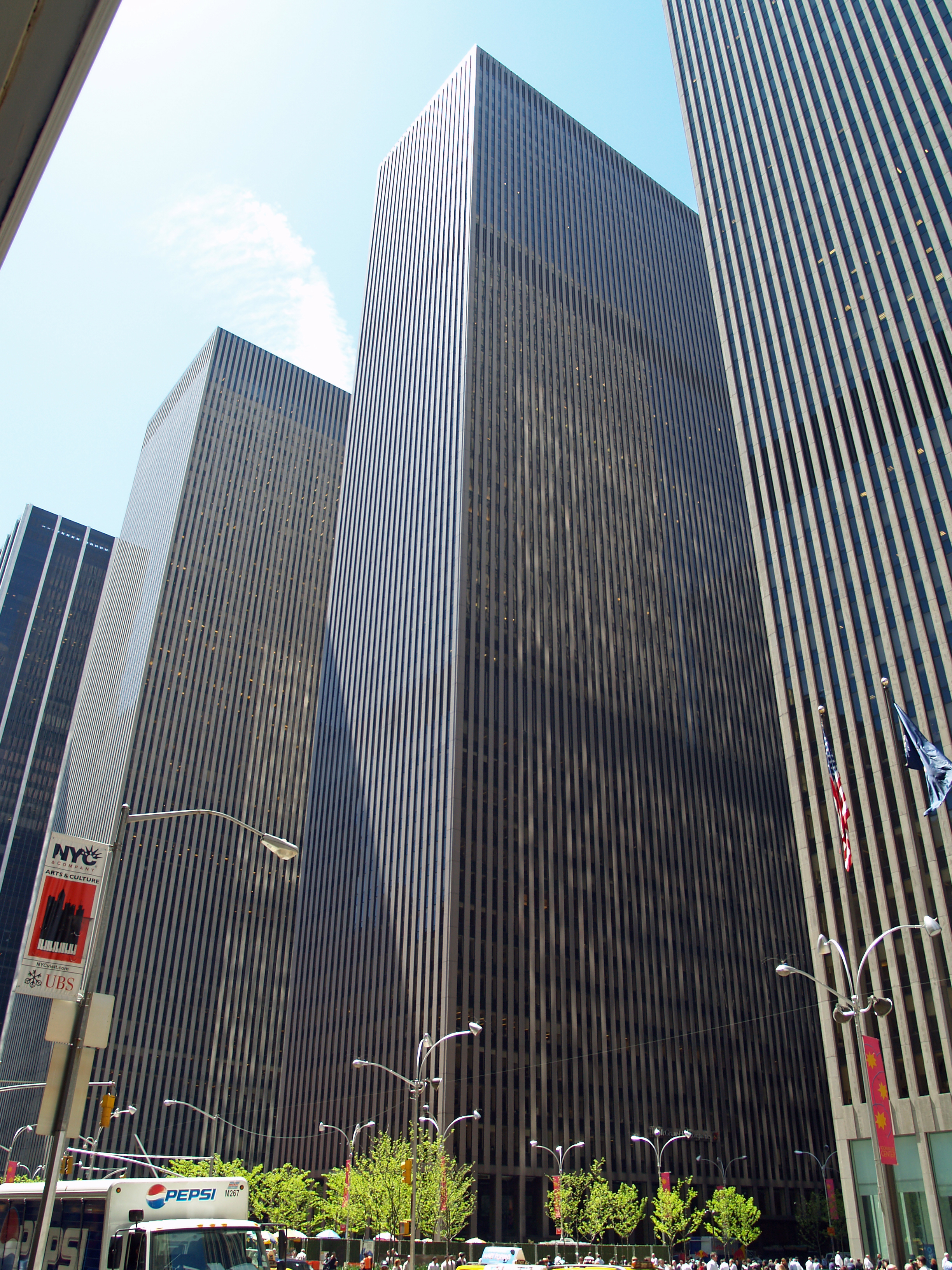
El edificio McGraw-Hill, sede de la editorial Elias-Clark en la película.

Cuando el diseñador James Holt decide globalizar su marca, se sabe que alguien del personal de Runway será su socio. En un comienzo, Miranda recomienda a Nigel para ese cargo, pero al momento de revelar la verdad públicamente, esta nombra a Jacqueline Follet, decepcionando a Nigel. Al culminar la reunión y mientras van en el coche, Miranda comenta a Andy que esa decisión la tomó para no abandonar su puesto en Runway, ya que esta se vería afectada al irse junto a ella varios fotógrafos, escritores, diseñadores y modelos. También es sincera y le dice que, de alguna manera, se ve reflejada en su personalidad. Entonces es cuando Andy se da cuenta de que está dejando de ser ella misma; baja del automóvil y abandona a Miranda a la entrada de un evento social.
De vuelta en Nueva York, Andy habla con su novio, pero no llegan a formalizar su relación. Posteriormente, le regala a Emily toda la ropa que recibió en París y se dirige a una entrevista laboral en el diario New York Mirror, donde es aceptada tras la recomendación que Miranda le había hecho al jefe de esa publicación (le dijo a Andy que Miranda le había enviado un fax diciendo que Andy, de todas sus asistentes, había sido una de sus mayores decepciones, pero que si él no la contrataba sería un gran «idiota», y además le había amenazado con que si no la contrataban haría de su vida un infierno, aunque el jefe en cuestión se lo tomó con cierto humor). Finalmente, mientras Andy camina por la calle, ve a su exjefa subiendo al automóvil a la salida de la oficina. La saluda a lo lejos, pero esta solo la observa y no le responde. Una vez sentada en el coche, Miranda mira a Andy caminar por Nueva York y sonríe.

## Elenco
Los siguientes actores, modelos y diseñadores fueron elenco de la película:

### Elenco principal
- Meryl Streep como Miranda Priestly: Es la editora de la revista Runway. Ella es temida por su frialdad y respetada por su personal y muchos en el mundo de la moda, ya que su influencia es lo suficientemente potente como para rehacer una sesión de fotos de 300.000 dólares con impunidad y llevar a un diseñador a rediseñar una colección completa con solo fruncir los labios. Sin embargo, adora a sus consentidas hijas gemelas.

- Anne Hathaway como Andrea "Andy" Sachs: Una mujer joven y de personalidad honesta, recién graduada de la Universidad Northwestern y aspirante a periodista que, a pesar de no tener un conocimiento real a lo que la moda se refiere, es contratada como asistente personal de la poderosa y exigente Miranda.

- Emily Blunt como Emily Charlton: asistente principal de Miranda Priestly, que trata de mantenerse en todo momento en la cúspide de su puesto. Tolera la rudeza y los insultos de su jefa para ir a la semana de la moda de París en otoño.

- Stanley Tucci como Nigel: director de arte de Runway y la única persona en la revista en la que Andrea siente que puede confiar, a pesar de que la critica bastante por su forma de vestir y su peso.

- Simon Baker como Christian Thompson: un joven y prometedor escritor. Andrea se siente cada vez más atraída a él, sobre todo después de su ayuda para obtener el manuscrito de Harry Potter que Miranda pide para sus hijas. Él le insinúa que la puede ayudar a ser una periodista de renombre.

- Adrian Grenier como Nate Cooper: el novio de Andrea, un chef en un restaurante de Manhattan que finalmente rompe con ella debido a que Andrea se ha transformado en una mujer gobernada por su jefa y que le da más importancia a su trabajo que a su relación.

### Elenco secundario
- Tracie Thoms como Lily: Amiga íntima de Andrea que dirige una galería de arte.
- Rich Sommer como Doug: Un amigo de la universidad de Andrea, Nate y Lily. Trabaja como analista de inversiones de las empresas.
- Daniel Sunjata como James Holt: Un prometedor y talentoso diseñador que con la ayuda de Runway hace que su carrera vaya en ascenso.
- Stéphanie Szostak como Jacqueline Follet: Redactora jefe de la revista Runway francesa.
- David Marshall Grant como Richard Sachs: Padre de Andrea.
- Tibor Feldman como Irv Ravitz: El presidente de Elias-Clark, la compañía que publica Runway.
- Gisele Bündchen como Serena: Un miembro del personal editorial de Runway y amiga de Emily.
- Rebecca Mader como Jocelyn: Un miembro del personal editorial de Runway, es la rubia que le muestra los cinturones celestes (cerúleos en España) a Miranda.
- Inés Rivero como Clacker: Tiene una aparición en el principio de la película, es la Clacker del ascensor que le pide disculpas a Miranda, además hace apariciones como personal de Runway.

#### Cameos
- Pellegrino
- Armani
- Giancarlo Giammetti
- Calvin Klein
- Patrick Demarchelier (solo mencionado)
- Carlos de Souza
- Donatella (Se alude a Donatella Versace)
- Valentino Garavani
- Charlene Shorto
- Hermés
- Chanel
- Bridget Hall
- Luciano Yutronich
- Gisele Bündchen
- Heidi Klum
- Mario Testino (solo mencionado)
- Michael Kors
- Lauren Weisberger (solo se le puede ver en la edición del DVD edición limitada y en el Blu-ray deluxe y además no se le da crédito por su aparición) como niñera de las gemelas.
- Starbucks (es el único café que toma Miranda).
- Banana Republic
- Jimmy Choo (solo mencionado)
- Óscar de la Renta (solo mencionado)
- Yves Saint Laurent (solo mencionado)
- Nancy Gonzalez (solo mencionada)
- Colleen y Suzanne Dengel  las hijas de Miranda, traviesas y malas que hacen quedar mal a Andrea cuando entra a su casa a dejar el libro

## El DVD
Hay dos versiones en DVD de la película disponibles:

### Versión limitada
El DVD además de la película contiene los siguientes extras:
- Comentarios en audio del director David Frankel, del editor Mark Livosli, de la guionista Aline Brosh McKenna, de la productora Wendy Finerman, y de Florian Ballhaus.
- 5 minutos de tomas falsas
- Cinco cortometrajes:
  - "Viaje a la pantalla grande" un cortometraje de 12 minutos, sobre cómo fue la preproducción de la película, cómo se escogió el elenco, el director, etc.
  - "Nueva York y la moda" un vistazo de 4 minutos de cómo es la moda en Nueva York.
  - "La moda visionaria de la maestra Field": trata de cómo Patricia Field escogió cada prenda de la película.
  - "En la busca de Valentino": muestra cómo Finerman y Frankel consiguieron hacer que Valentino apareciera en la película.
  - "Infierno en Tacones": Entrevistas al público sobre experiencias con sus jefes.

- 15 escenas eliminadas, con el comentario de Livosli y Frankel (el comentario es opcional).
- El tráiler cinematográfico y las promociones de la banda sonora.

La portada del DVD es un tacón aguja con un tridente en la punta, con la imagen de los actores principales, y con el eslogan "El trabajo por el que matarías, viene con una jefa asesina" y en ocasiones con el eslogan original "Hell on heels" que traducido es "Infierno sobre tacones".

### Blu-Ray
Hay dos versiones del DVD blu-ray:
Estándar: Los extras fueron retirados todos y sustituidos por una trivia con indicaciones en la pantalla llamado "Pop-Up" o más conocido en Latinoamérica como "Cuenta Todo".
Deluxe: Con los mismos extras que el DVD edición limitada pero con resolución 1080p y con la trivia (opcional) agregada de la versión estándar.
La portada para ambas versiones es la misma que la del edición limitada solo que esta vez lleva los logotipos característicos del Blu-Ray además la fotografía del zapato con el tridente es más extendida y permite ver más la forma del zapato.

### Widescreen
Es la versión de la película para televisión semianalógica (16:9) formato PAL, el DVD contiene solo la película y selecciones de idioma.
La portada muestra a Anne Hathaway y a Meryl Streep. Miranda (Meryl) le lanza unos lentes a Andrea (Anne) que está haciendo malabares con unas tazas de café y unas bolsas de Hermès.

### Estándar
Es la película en su formato original (16:9). El DVD contiene solo la película y selecciones de idioma.
La portada es similar a la de la versión limitada solo que en esta ocasión el zapato está invertido y tiene un fondo en tonalidades amarillas con la foto de los actores principales en la sección inferior.

## Banda sonora
La película tuvo dos bandas sonoras, una compuesta especialmente para la película, fue compuesta por Theodore Shapiro, y la otra fue una selección de las canciones utilizadas para la película, las cuales fueron escogidas por la supervisora musical de la película Julia Michels.

## Publicidad
La película tuvo de 3 tráileres, el primero era un tráiler de 4 minutos que solo se expuso en Fox Televisión y en festivales de cine, era una especie de adelanto de la película. El segundo era un spot de 21 segundos de la película. Y el tráiler definitivo era de dos minutos, le fue bastante bien con el público por lo que se escogió como el tráiler oficial.

## Recepción de la crítica
The devil wears Prada fue elogiada por la crítica, con un 76% de críticas positivas en "'Rotten Tomatoes", con el siguiente consenso: "Una rara película que supera la calidad de su novela de origen, este Diablo es una ingeniosa exposición de la escena de la moda de Nueva York, con Meryl Streep en su mejor forma y Anne Hathaway celebrándose de más".

## Libro frente a la película

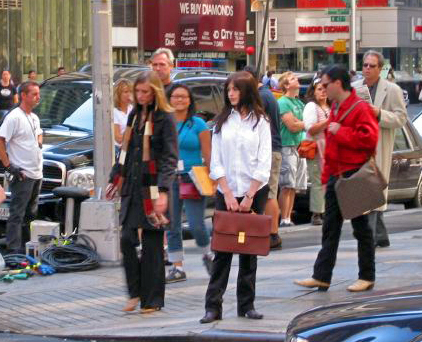
Anne Hathaway (Andrea) en el rodaje de la película

Hay varias diferencias entre el libro y la película. La primera es el nombre y la ocupación del novio de Andy (Hathaway). En el libro se llama Alex y es profesor de idiomas, mientras que en la película se llama Nate y es chef. Andy y Nate (Adrian Grenier) viven juntos pero en la novela no. Las características físicas de Nigel y Christian Thompson no concuerdan, como tampoco las de su amiga Lily, que en la novela vive con ella y es alcohólica. 
Por otro lado, la propia Andy (Hathaway) tampoco se corresponde con las características físicas que la describen en la novela, donde la protagonista es rubia y considerablemente adicta al tabaco. Asimismo, el personaje de Nigel solo tiene un par de escasas apariciones en el libro, mientras que en la película es un personaje secundario importante. Sumamos a esto el hecho de que en el libro algunas de las situaciones presentadas en la película no suceden de igual forma como el momento de la entrevista de trabajo entre Andrea y Miranda, cuando la envía por "Madelaine" o bien, cuando Andy deja a Miranda sola también en París, pues en el libro le dice frente a un montón de personas del mundo de la moda: «Vete al diablo, Miranda. Vete al diablo». Luego, Andy es despedida al llegar a Estados Unidos, pero no le preocupa ya que lo daba por supuesto.
Además, en el libro Miranda está ausente la  mayoría del tiempo torturando a sus empleadas con llamadas constantes; Emily y Andrea terminan por llevarse bien y no se presenta un conflicto entre las dos por Andy reemplazarla al ir a Paris y es Lily, la amiga de Andy, quien tiene un grave accidente poniendo a Andy en la dualidad si lo correcto es quedarse cumpliendo su labor en Francia o regresar para acompañar a su amiga.

## Comentarios
Basada en el best seller de Lauren Weisberger. Aunque tanto el relato como la película recurren a nombres ficticios, se asume que la autora se inspiró en sus propias vivencias en la revista Vogue, donde trabajó al servicio de su directora, Anna Wintour, conocida por sus críticas implacables y su férreo carácter.
En la película, Emily Blunt y Stanley Tucci hacen los papeles de la primera asistenta y el único que quiere a Andrea en la compañía. Doble Voto. Para la actriz protagonista, Anne Hathaway, fue su primer proyecto de calado tras participar en Brokeback Mountain. 
Hay que reseñar un breve papel que hace la supermodelo brasileña Gisele Bündchen como la mejor amiga de Emily, Serena.

## Premios y nominaciones

### Premios Óscar
| Año  | Categoría                          | Película       | Resultado |
| ---- | ---------------------------------- | -------------- | --------- |
| 2006 | Óscar a la mejor actriz            | Meryl Streep   | Nominada  |
| 2006 | Óscar al mejor diseño de vestuario | Patricia Field | Nominada  |

### Globos de Oro
| Año  | Categoría                                            | Nominada                                             | Resultado |
| ---- | ---------------------------------------------------- | ---------------------------------------------------- | --------- |
| 2007 | Globo de Oro a la mejor película - Comedia o musical | Globo de Oro a la mejor película - Comedia o musical | Nominada  |
| 2007 | Globo de Oro a la mejor actriz - Comedia o musical   | Meryl Streep                                         | Ganadora  |
| 2007 | Globo de Oro a la mejor actriz de reparto            | Emily Blunt                                          | Nominada  |

### Premios BAFTA
| Año  | Categoría                              | Película                         | Resultado |
| ---- | -------------------------------------- | -------------------------------- | --------- |
| 2006 | BAFTA a la mejor actriz                | Meryl Streep                     | Candidata |
| 2006 | BAFTA a la mejor actriz de reparto     | Emily Blunt                      | Candidata |
| 2006 | BAFTA al mejor guion adaptado          | Aline Brosh McKenna              | Candidata |
| 2006 | BAFTA al Mejor diseño de vestuario     | Patricia Field                   | Candidata |
| 2006 | BAFTA al mejor maquillaje y peluquería | Nicki Ledermann Angel de Angelis | Nominados |

### Premios del Sindicato de Actores
| Año  | Categoría                                 | Película     | Resultado |
| ---- | ----------------------------------------- | ------------ | --------- |
| 2006 | Premio SAG a la mejor actriz protagonista | Meryl Streep | Candidata |